# Tadeusz Lubelski
Tadeusz Lubelski (n. 1 martie 1949, Gliwice, Polonia) este un istoric, teoretician și critic de film polonez, specializat în cinematografia poloneză și franceză, traducător, profesor de științe umaniste, membru al Academiei Europene de Film.
În calitate de filmolog, a fost asociat mai întâi cu Universitatea Sileziană și apoi cu Universitatea Jagiellonă. În perioada 2008–2012 a fost directorul Institutului de Arte Audiovizuale al Universității Jagiellone. A predat, de asemenea, limba poloneză la Sorbona. A scris și a editat o serie de cărți, inclusiv prima enciclopedie cinematografică în limba poloneză Encyklopedia kina (Enciclopedia cinematografiei) și colecția cuprinzătoare Historia kina (Istoria cinematografiei). Începând din 1994 este redactor-șef adjunct al revistei lunare Kino. În perioada 1995-2001 a fost director de programe al Festivalului de Film de la Cracovia.

## Biografie
S-a născut la Gliwice într-o familie originară din Liov, oraș anexat de Uniunea Sovietică după cel de-al Doilea Război Mondial.
În 1971 a absolvit studii de limba și literatura poloneză la Universitatea Jagiellonă din Cracovia. A lucrat ca asistent la Universitatea Jagiellonă (1971–1973) și apoi la Universitatea Sileziană din Katowice (1973-1981), unde, în 1979, și-a susținut teza de doctorat cu tema Poetica romanelor și filmelor lui Tadeusz Konwicki (Poetyka powieści i filmów Tadeusza Konwickiego). A îndeplinit funcția de director al Departamentului de Film și Televiziune al Universității Jagiellone în perioada 1981-1984. A lucrat apoi ca lector la Universitatea Jagiellonă (1984-1992) și lector de limba poloneză la Universitatea Sorbona din Paris (1989-1993). În 1993 a obținut gradul de doctor habilitat în domeniul artei cu teza Strategiile autorilor în cinematografia poloneză de ficțiune din perioada 1945-1961 (Strategie autorskie w polskim filmie fabularnym lat 1945–1961), pe care a susținut-o la Facultatea de Filologie a Universității Jagiellone.
În 2002 i s-a acordat titlul de profesor universitar de științe umaniste. A predat cursul de istoria cinematografiei la Institutul de Arte Audiovizuale al Universității Jagiellone, unde a îndeplinit funcțiile de director adjunct (2002–2008) și director (2008–2012). A fost îndrumătorul a nouăsprezece teze de doctorat, precum și recenzor a peste douăzeci de teze doctorale și postdoctorale.
În 1994 a devenit redactor-șef adjunct al revistei lunare Kino. Este membru al comitetului de redacție al publicației trimestriale Kwartalnik Filmowy. A contribuit, de asemenea, cu recenzii de film la revista Tygodnik Powszechny.

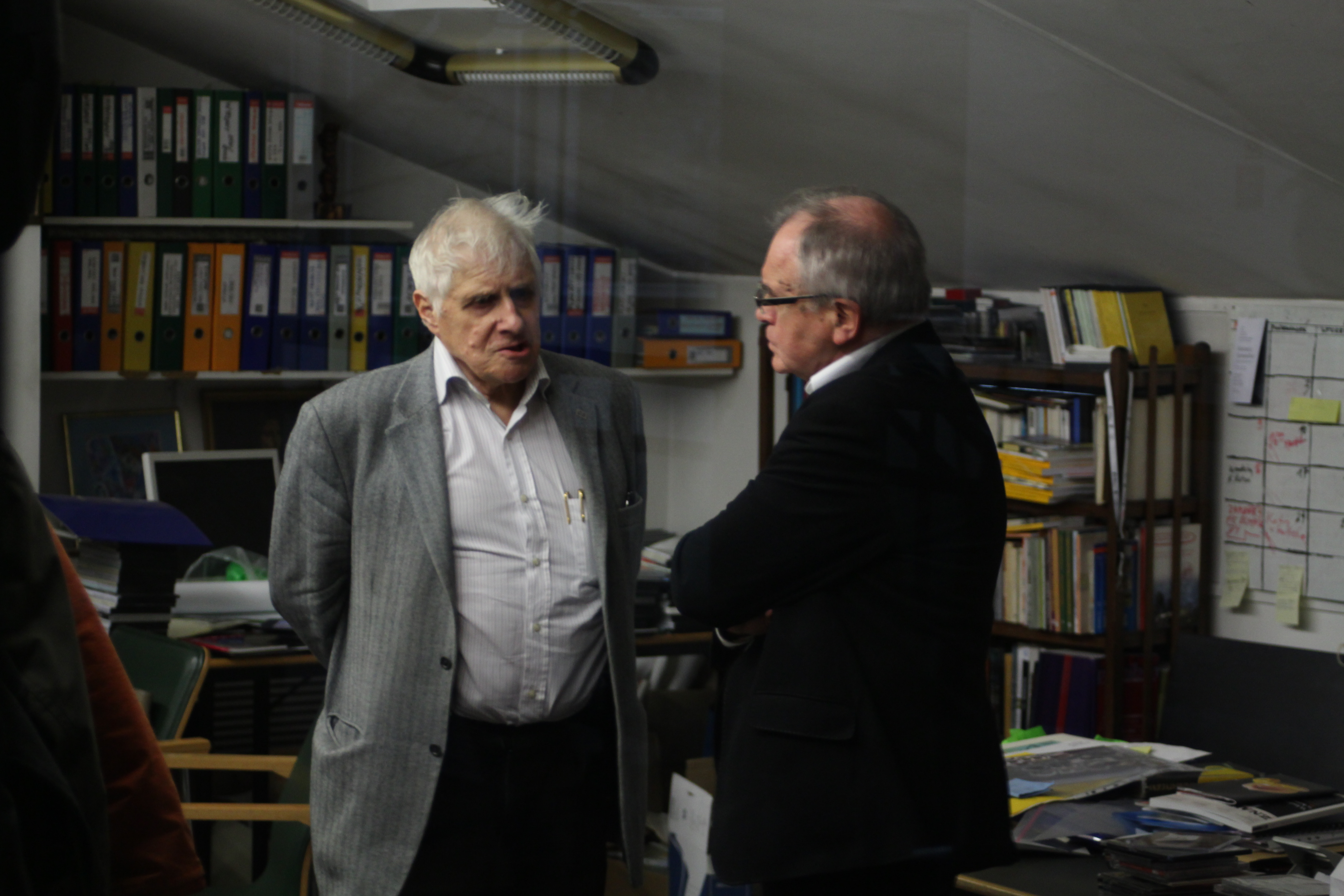
Tadeusz Lubelski (dreapta) în conversație cu Jerzy Vetulani, 2014

În anul 2006 a fost ales membru al Academiei Europene de Film. Este membru al Comitetului de Istorie a Artei al Academiei Poloneze de Științe, îndeplinind funcția de președinte în perioada 2007-2011. Începând din 2011 este membru al Consiliului Național de Atestare a Titlurilor și Diplomelor Universitare.
Este membru al consiliului științific al Institutului de Artă al Academiei Poloneze de Științe și al consiliului științific al Dicționarului Biografic Polonez, precum și al consiliului Secțiunii independente de literatură cinematografică a Asociației Cineaștilor din Polonia. În anii 1995–2001 și 2006 a fost director de programe al Festivalului de Film de la Cracovia, iar apoi, din 2002, a prezidat consiliul de programe al acestui festival. Din 1995 a fost președintele juriului Concursului național de cunoștințe cinematografice pentru liceenii din Polonia.
Este specializat în istoria cinematografiei, în special a cinematografiei poloneze și a cinematografiei franceze. El este editorul primei enciclopedii cinematografice în limba poloneză Encyklopedia kina (Enciclopedia cinematografică; ediția I - 2003, ediția a II-a - 2010) și coeditor al colecției cuprinzătoare Historia kina (Istoria cinematografiei), compusă din patru volume: Cinematografia mută (2009), Cinematografia clasică (2011), Cinematografia Noului Val (2015) și Cinematografia sfârșitului de secol (2019).
Într-un sondaj realizat în 2015 de Muzeul Cinematografiei din Łódź, el a ales 8½ (1963) al lui Federico Fellini drept cel mai bun film realizat vreodată și Jak daleko stąd, jak blisko (1972) al lui Tadeusz Konwicki drept cel mai bun film polonez realizat vreodată.

## Lucrări (selecție)
- Poetyka powieści i filmów Tadeusza Konwickiego (1984)
- Strategie autorskie w polskim filmie fabularnym lat 1945–1961 (1992; ed. a II-a, 2000)
- Kino Krzysztofa Kieślowskiego (1997)
- Nowa Fala. O pewnej przygodzie kina francuskiego (2000)
- Encyklopedia kina (2003; ed. a II-a, 2010) – editor
- Odwieczne od nowa. Wielkie tematy w kinie przełomu wieków (2004)
- Historia kina polskiego (2006) – editor
- Wajda (2006)
- Agnès Varda, kinopisarka (2006)
- Historia kina polskiego. Twórcy, filmy, konteksty (2009)[4]
- Historia kina. Tom 1. Kino nieme (2009) – editor, în colaborare cu Rafał Syska și Iwona Sowińska
- Historia kina. Tom 2. Kino klasyczne (2011) – editor, în colaborare cu Rafał Syska și Iwona Sowińska
- Historia niebyła kina PRL (2012)
- Od Mickiewicza do Masłowskiej. Adaptacje filmowe literatury polskiej (2014)
- Historia kina. Tom 3. Kino epoki nowofalowej (2015) – editor, în colaborare cu Rafał Syska și Iwona Sowińska
- Historia kina. Tom 4. Kino końca wieku (2019) – editor, în colaborare cu Rafał Syska și Iwona Sowińska

## Premii
- Premiul Institutului Polonez de Film pentru cea mai bună carte de cultură cinematografică a anului pentru cartea Historia kina polskiego. Twórcy, filmy, konteksty (2009)[3]
- Premiul ministrului educației naționale din Polonia (2010)[3]
- Premiul Bolesław Michałek pentru cea mai bună carte de cultură cinematografică a anului 2011–2012 pentru cartea Historia niebyła kina PRL (2012)[3]
- Nominalizare la Premiul Nike pentru cartea Historia niebyła kina PRL (2013)[3][9]